# Lautenzug

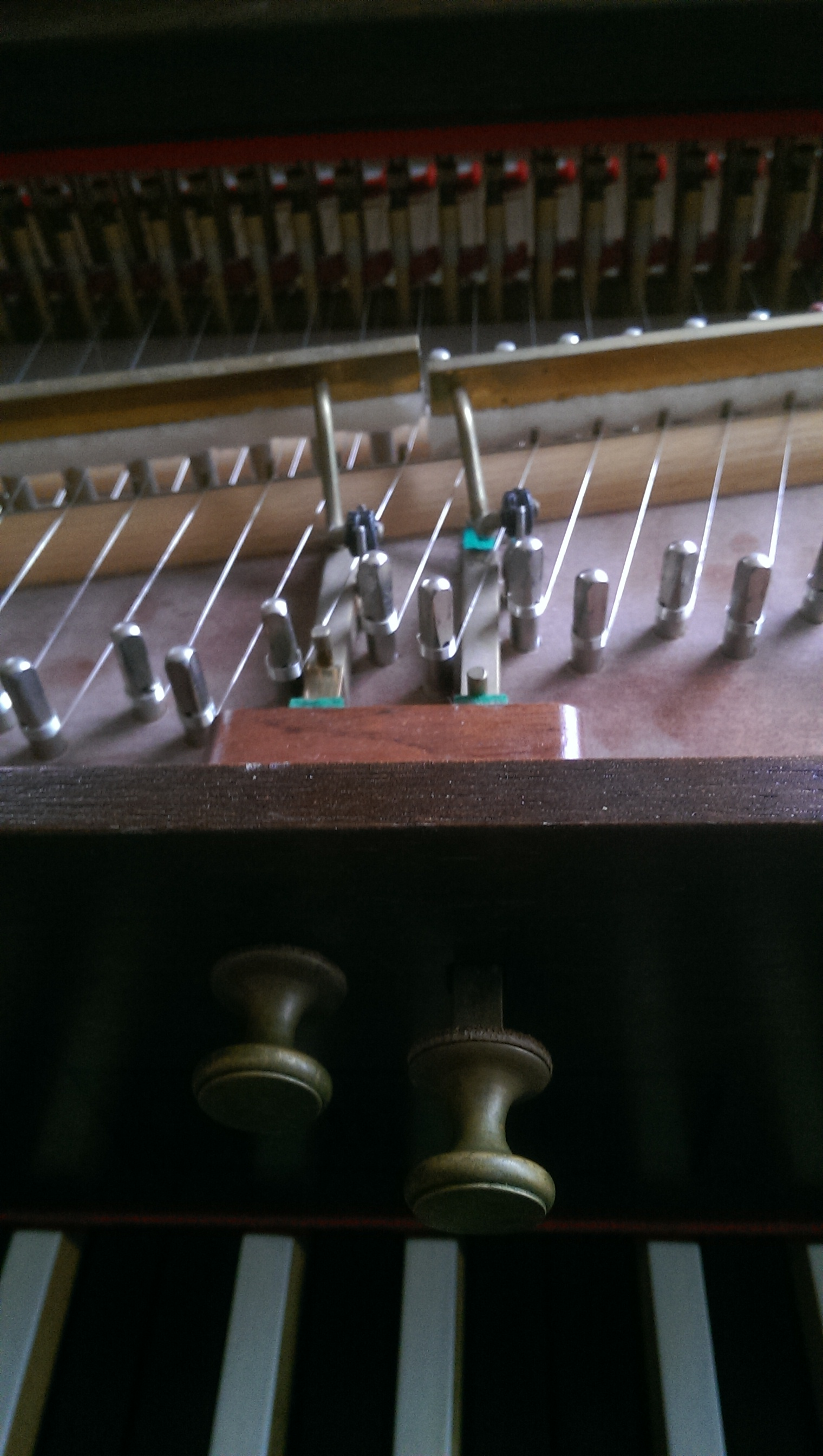
Lautenzug beim Cembalo: Der Diskant (rechts) ist aktiviert

Lautenzug bezeichnet eine mechanische Vorrichtung beim Cembalo, die durch Dämpfung der Saiten den Klang einer Laute imitiert.
Der Lautenzug beim Cembalo senkt mittels einer Hebelmechanik eine Filzleiste auf alle oder einen Teil der Saiten.  Wesentlich für den gewünschten Effekt ist, dass dieser Filz-Dämpfer sehr nahe am Steg angreift. Somit kann die Saite weiterhin praktisch frei schwingen, aber die Obertöne werden gedämpft und es entsteht ein grundtöniger Klang, der dem einer mit den Fingern gezupften Laute nahekommt.
8'-Lautenzug eines portugiesischen Cembalos (770kB), am Ende zum Vergleich der normale 8'ⓘ
Vom Lautenzug zu unterscheiden ist das "Jeu de Buffle", das ein eigenes Register bezeichnet, bei dem die Kiele nicht aus Federn (oder Delrin) bestehen, sondern aus weichem Leder, und das zudem weiter vom Stimmstocksteg entfernt ist und so den Klangeindruck einer gezupften Lautensaite nachahmt.